# Her Wedding Bell
Her Wedding Bell è un cortometraggio muto del 1913 diretto da Anthony O'Sullivan.

## Produzione
Il film fu prodotto dalla Biograph Company.

## Distribuzione
Distribuito dalla General Film Company, il film - un cortometraggio in una bobina - uscì nelle sale cinematografiche statunitensi il 25 dicembre 1913.
Non si conoscono copie ancora esistenti della pellicola che viene considerata presumibilmente perduta.